# 梅舍德
梅舍德（德語：Meschede，發音：[ˈmɛʃədə] ⓘ）是德国北莱茵-威斯特法伦州阿恩斯贝格行政区上绍尔兰县的城市，也是上绍尔兰县的县治，面积218.5平方千米，2023年12月31日人口为29,988人。

## 国际关系
姊妹城市
- 法國 库索尔（1965年）
- 法國 勒皮（1975年）

友好城市
- 德国 新弗劳恩霍芬